# Mabo vs Queensland
 (octobre 2014).
Si vous disposez d'ouvrages ou d'articles de référence ou si vous connaissez des sites web de qualité traitant du thème abordé ici, merci de compléter l'article en donnant les références utiles à sa vérifiabilité et en les liant à la section « Notes et références ».
Pour les articles homonymes, voir Mabo.
Mabo vs Queensland, communément connu sous le nom Mabo, est une décision de la Haute Cour d'Australie, décision reconnaissant pour la première fois le droit à la terre des autochtones en Australie. 
La Haute Cour a rejeté la doctrine de la terra nullius, en faveur de celle de titre autochtone, et a annulé la Milirrpum v Nabalco Pty Ltd de 1971, une décision contraire de la Cour suprême du Territoire du Nord.

## Historique
En 1981, pendant une conférence tenue à l´Université de Cook, Eddie Mabo tient un discours dans lequel il définit clairement les notions de propriété terrienne et de transmission des terres sur l´île Murray. L´implication de ce discours dans le domaine du common law australien n'échappe pas à un avocat qui lui suggère d´entamer une procédure devant la cour pour faire reconnaître les droits de son peuple sur les terres.
Les habitants de l´île de Murray décident alors d´être les instigateurs de la mesure visant à démonter le principe du terra nullius devant le tribunal. Eddie Koiki Mabo doit mener cette action. Sur cette décision, Henry Reynolds écrit que « ... c´était le début d´une bataille juridique de dix ans et d´une saga remarquable. Après avoir écouté ses arguments et mené son enquête, le juge Moynihan conclut que Koiki Mabo, n´étant pas le fils de Benny Mabo, n'avait aucun droit sur les terres de celui-ci ». Bien que personnellement ruiné, Eddie Koiki Mabo persiste dans son action et fait appel à la Cour Suprême.
L'action qui a provoqué la décision avait été dirigée par Eddie Mabo, David Passi et James Rice, tous des îles Murray. Ils ont engagé une procédure devant la Haute Cour en 1982, en réponse au Queensland Amendement de 1982, établissant un système s’octroie de terres en fiducie pour les autochtones et les insulaires du détroit de Torrès. Les demandeurs étaient représentés par Ron Castan, Bryan Keon-Cohen et Greg McIntyre.